# مامي تل
مامي إليزابيث تل - موبلي (بالإنجليزية: Mamie Till)‏ Mamie Till) 1921 – 2003). والدة الطفل إيميت تل الذي قتل في ميسيسيبي في 28 أغسطس 1955 عن عمر يناهز 14 عاماً لأنه تكلم مع سيدة بيضاء، وأثار مقتله موجة احتجاج وتعاطف كبيرة في الولايات المتحدة، وأدى لإنشاء حركة الحقوق المدنية. أصرت مامي على ترك النعش الذي يحتوي على جسد ابنها مفتوحاً أثناء الجنازة التي حضرها الآلاف في شيكاغو، لأنها أرادت على حدِّ تعبيرها «أن يرى العالم ما فعلوه بطفلي». ولدت مامي تل في ميسيسيبي، وانتقلت مع والديها إلى شيكاغو أثناء الهجرة العظمى، وأصبحت معلمة وناشطة بارزة في حركة الحقوق المدنية بعد مقتل ابنها.

## حياتها المبكرة
ولدت مامي إليزابيث كارثان في 23 نوفمبر 1921، في ويب – ميسيسيبي. غادرت مامي وعائلتها جنوب الولايات المتحدة الأمريكية خلال الفترة المعروفة باسم الهجرة العظمى والتي هاجر خلالها ملايين الجنوبيون السود إلى الشمال الصناعي هروباً من العنف العنصري وقوانين جيم كرو. استقر والدها في مدينة صناعية صغيرة تدعى أرغو بالقرب من إلينوي، شيكاغو في عام 1922 وبدأ العمل هناك. وبعد عامين التحقت بقية العائلة بالأب وكان عمر مامي حينها عامين فقط، واستقرت العائلة في حي تسكنه أكثرية سوداء في أرغو. وعندما كانت مامي في الثالثة عشرة من العمر انفصل والدها، كانت والدتها تعلق آمالاً كبيرة على طفلها الذكر الوحيد، وعلى الرغم من أنها كانت دائماً تقول «إنَّ للفتيات هدفاً واحداً في الحياة هو الزواج»، فقد شجعت مامي في دراستها، كانت مامي أول طالب أسود يحصل على شهادة الشرف الأولى عند تخرجه من المدرسة الثانوية ورابع طالب أسود فقط يتخرج من مدرسة أرغو الثانوية ذات الأغلبية البيضاء.
قابلت مامي وهي بعمر الثامنة عشر شاباً من نيو مدريد – ميزوري يدعى لويس تل، كان لويس يعمل في شركة أرغو للذرة ويتمتع بشعبية كبيرة لدى النساء، رفض والدا مامي ارتباطها بلويس، وبناءً على إصرار والديها فكت خطوبتها، ولكن في نهاية المطاف تزوج لويس ومامي في 14 أكتوبر 1940 وكان كلاهما في عمر 18 حينها، رزق الزوجان بطفلٍ وحيد هو إيميت لويس تيل، ولكنَّ الزوجان انفصلا بعد 9 أشهر من ولادة إيميت في عام 1942، بعد أن اكتشفت مامي أن زوجها لم يكن مخلصاً،  التحق لويس بجيش الولايات المتحدة الأمريكية خلال الحرب العالمية الثانية وقتل عام 1945 في إيطاليا نتيجة «سوء سلوك متعمد» بحسب الإشعار الذي تلقته مامي من وزارة الحرب وقتها، ولكنها لم تستطع الحصول على أي توضيح إضافي، تبين لاحقاً أنَّ لويس تيل حوكم أمام محكمة عسكرية بتهمة قتل امرأة إيطالية واغتصاب اثنتين في تشيفيتافيكيا – إيطاليا، وبعد تحقيق مطول أدين لويس وأُعدم شنقاً بالقرب من بيزا في 2 يوليو 1945، ولكنَّ تفاصيل محاكمة وإعدام تيل ظهرت بالكامل بعد عشر سنوات فقط من الحادثة.

## مقتل إيميت تل
أرسلت مامي ابنها إيميت وهو بعمر الرابعة عشرة لقضاء الصيف عند أقاربها في ميسيسبي وذلك في عام 1955، وهناك اختُطف إيميت وقتل بوحشية في 28 أغسطس 1955، بعد اتهامه بالتحدث بشكلٍ غير لائق مع امرأة بيضاء، وبرأت هيئة المُحلفين القتلة البيض جميعهم بعد محاكمة استمرت خمسة أيام ومداولات استمرت 67 دقيقة.
حضر عشرات الآلاف جنازة إيميت، وأصرت مامي على ترك التابوت الذي يحتوي على جسده مفتوحاً، لأنها أرادت على حد تعبيرها: «أن يرى العالم ما فعلوه بطفلي»، وزعت صور الجثة في جميع أنحاء الولايات المتحدة الأمريكية، أصبحت قضية إيميت رمزاً للخلل في تطبيق العدالة بحق المواطنين السود في جنوب أمريكا، طلبت حركة الحقوق المدنية من مامي تل القيام بجولة في جميع أنحاء أمريكا لتوضيح ونشر قصة مقتل ابنها، وكانت هذه الجولة واحدة من أنجح حملات جمع التبرعات التي عرفتها المنظمة في تاريخها.

## حياتها اللاحقة وتعليمها وموتها
تخرجت مامي تل من كلية شيكاغو للمعلمين عام 1960 والتي أصبحت تدعى جامعة شيكاغو اعتباراً من عام 1971، تزوجت من جين موبلي في 24 يونيو 1957، وبدأت العمل كمدرسة، وغيرت اسم عائلتها إلى تل - موبلي، واستمرت في العمل طيلة حياتها كناشطة تعمل على تثقيف الناس حول ما حدث لابنها، وفي عام 1976 حصلت على درجة الماجستير في إدارة الأعمال من جامعة لويولا – شيكاغو، عاشت مامي وجين موبلي زواجاً سعيداً حتى وفاة جين جرَّاء سكتة دماغية في 18 مارس 2000، وتوفيت مامي تل - موبلي بعد معاناتها من قصور القلب في عام 2003 عن عمر يناهز 81 عاماً، وفي نفس العام نُشرت سيرتها الذاتية التي كتبها كريستوفر بينسون بعنوان «موت البراءة: قصة جريمة الكراهية التي غيرت أمريكا»، دفنت مامي بالقرب من ابنها في مقبرة بور أوك، وكتب على قبرها «ألمها وحَّد الأمة».

## نشاطها
لم يقتصر نشاط مامي على قضية ابنها فقط، فقد تركز جزء كبير من أعمالها حول التعليم، وعملت طوال حياتها لمساعدة وتعليم الأطفال الذين يعانون من الفقر وصعوبة التعليم. وقد استمر نشاطها في هذا المجال وحده لأكثر من 40 عاماً، فأمضت 23 عاماً في التدريس في نظام المدارس الحكومية في شيكاغو، وأسست «مجموعة إيميت تل» لتعليم ودعم الأطفال خارج المدارس، كما قضت مامي وقتاً طويلاً في المساهمة في إنتاج المعرفة، وكثيراً ما شاركت بمقابلات خلال أفلام وثائقية، وبدأت العمل على كتاب نُشر لاحقاً بعد وفاتها.
كان أهم عنصر في نشاط مامي هو الدين لأنها كانت متدينة بشدة، وقامت بالربط طوال حياتها بين ما حدث لإيميت وما حدث للمسيح، وساعد هذا الربط في ترسيخ شخصية إيميت كشهيد، بالإضافة لذلك فقد كانت مامي قادرة على استخدام دورها كأم لكسب الدعم لقضيتها المتعلقة بالعدالة العرقية.

## مذكراتها
ساعدت مامي تل الكاتب كريستوفر بنسون في كتابة مذكراتها التي عنونها «موت البراءة: قصة جريمة الكراهية التي غيرت أمريكا»، والتي نشرتها دار راندوم هاوس في عام 2003 أي بعد مرور 50 عاماً تقريباً على وفاة ابنها. أرادت مامي من خلال هذا الكتاب أن تبقى قصة ابنها على قيد الحياة بحيث لا يمكن أن يحدث ذلك مرة أخرى، وأن توضح كيف كان الجنوبيون البيض العنصريون يتعاملون خلال تلك الفترة الحرجة من تاريخ أمريكا. توفيت مامي قبل أشهر قليلة من طباعة كتابها ونشره.